# Silvio Pedro Miñoso
Silvio Pedro Miñoso (Santa Clara, 23 dicembre 1976) è un ex calciatore cubano, di ruolo difensore.